# كيم ووكر
كيم ووكر (بالإنجليزية: Kim Walker)‏ هي ممثلة أمريكية، ولدت في 19 يونيو 1968 بنيويورك في الولايات المتحدة، وتوفيت في 6 مارس 2001 بلوس أنجلوس في الولايات المتحدة.

## أعمال

### أفلام
- (1989) هيذرز

## وصلات خارجية
- كيم ووكر على موقع IMDb (الإنجليزية)
- كيم ووكر على موقع ألو سيني (الفرنسية)
- كيم ووكر على موقع ميوزك برينز (الإنجليزية)
- كيم ووكر على موقع أول موفي (الإنجليزية)
- كيم ووكر على موقع قاعدة بيانات الأفلام السويدية (السويدية)
- كيم ووكر على موقع قاعدة بيانات الفيلم (الإنجليزية)
- كيم ووكر على موقع كينوبويسك (الروسية)